# 小普濟爾基
49°50′32″N 26°44′53″E / 49.84222°N 26.74806°E
小普濟爾基（烏克蘭語：Малі Пузирки）是位於烏克蘭西部的村莊，由赫梅利尼茨基州裡赫梅利尼茨基區的安東尼尼市鎮負責管轄。該村面積2.47平方公里，海拔高度284米，2001年人口538，人口密度每平方公里217.6人。